# Płat Puławskiego
Płat Puławskiego („polskie skrzydło”) – rodzaj konfiguracji skrzydła samolotu, odmiana skrzydła typu mewa, o charakterystycznym wygięciu w kształcie spłaszczonej litery M w samolotach górnopłatowych, opracowany i opatentowany przez Zygmunta Puławskiego w polskim samolocie myśliwskim PZL P.1 z 1928 roku.

## Nazwa
Funkcjonują w literaturze fachowej dwie nazwy na określenie konstrukcji skrzydeł inżyniera Puławskiego. Obecnie rozwiązanie to nazywa się od jego nazwiska „płatem Puławskiego”, chociaż stosuje się również inne nazwy. W grudniu 1930 zagraniczna prasa lotnicza na ekspozycji samolotu PZL P.6 na Międzynarodowym Salonie Lotniczym w Paryżu nazwała konstrukcję „polskim skrzydłem”.

## Historia

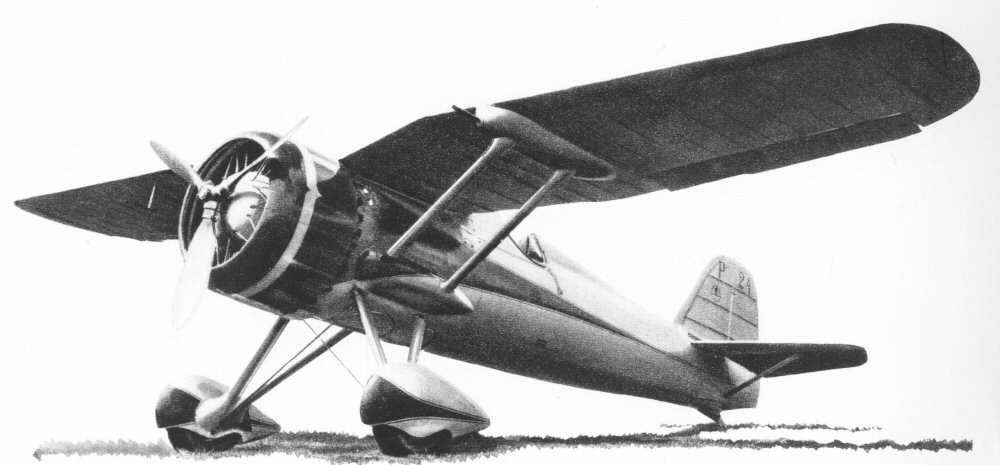
PZL P.24 z płatem Puławskiego

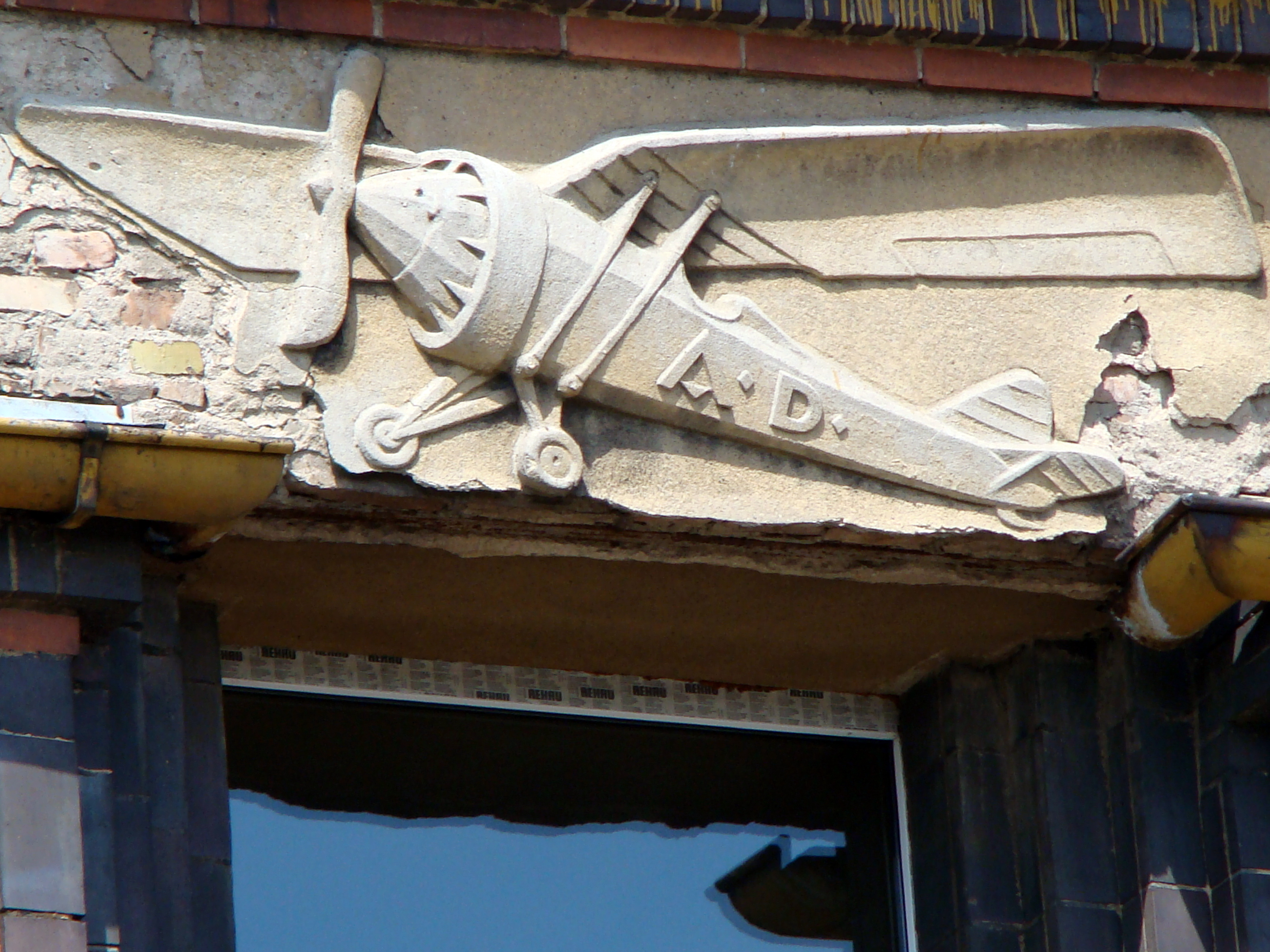
Płaskorzeźba przedstawiająca samolot PZL P.11 na kamienicy przy ul. Grunwaldzkiej 41a w Poznaniu

Jednym z problemów w konstruowaniu samolotów było uzyskanie odpowiedniej widoczności z kabiny pilota. Szczególnie było to istotne w przypadku samolotów bojowych, a zwłaszcza myśliwskich, gdzie dobra widoczność we wszystkich kierunkach mogła decydować o dostrzeżeniu przeciwnika i uniknięciu zaskoczenia. Jednym z głównych elementów w samolocie ograniczających widoczność były skrzydła. Zwłaszcza stwarzało to problem w przypadku górnopłatów i dwupłatowców, w których pilot zwykle miał nad sobą płat, zasłaniający mu częściowo widoczność w górnej półsferze. W celu ominięcia tego problemu, konstruktorzy samolotów umieszczali górny płat przed kabiną pilota, zamiast nad nią i obniżali go oraz robili wycięcie nad głową pilota, lecz były to jedynie połowiczne rozwiązania. W średniopłatach i dolnopłatach z kolei płat ograniczał widoczność w dół.
W celu rozwiązania problemu widoczności, Puławski opracował nową koncepcję górnopłatu. Miał on skrzydła umieszczone przed pilotem, nad kadłubem, mniej więcej na wysokości wzroku pilota, które w pobliżu kadłuba były zagięte w dół i łączyły się bezpośrednio z kadłubem. Skrzydła były dodatkowo zwężone i pocienione w miejscu połączenia z kadłubem. W ten sposób, pilot miał bardzo dobrą widoczność bezpośrednio do przodu i w górnej półsferze ponad skrzydłami. W kierunku do przodu w dolnej półsferze pilot miał możliwość obserwacji pod skrzydłami, ograniczoną jedynie w niewielkim stopniu przez skrzydła w miejscu mocowania do kadłuba. Oprócz tego, widoczność w dolnej półsferze ograniczał jedynie kadłub samolotu. Pilot miał nieco ograniczoną widoczność na wysokości jego wzroku na boki w przedniej półsferze, lecz rozmiar tej martwej strefy widoczności zredukowany był do minimum, gdyż widział on skrzydło z jego najcieńszego profilu (rozmiar porównywany obrazowo do słupków szyby przedniej w samochodzie).
Z powodu osłabienia skrzydła przy mocowaniu do kadłuba, istotnym elementem przenoszącym obciążenia były zastrzały, przez co skrzydło musiało mieć największą wytrzymałość w miejscu podparcia zastrzałami. Dzięki temu skrzydło było też mniej podatne na gięcie, lżejsze i sztywniejsze.
Na taki układ płata Państwowe Zakłady Lotnicze, których Puławski był konstruktorem, uzyskały polski patent nr 13826 z 18 maja 1931 roku.

Skrzydło płatowca o układzie górnopłatowym, znamienne tem, że posiada przy kadłubie takie wygięcie ku dołowi, iż środkowa część górnego jego obrysu znajduje się na poziomie lub poniżej dolnego obrysu.

Układ ten, zastosowany najpierw w prototypowych konstrukcjach myśliwskich z serii „P” zwanych popularnie „Puławszczakami” – P.1 i P.6, wywołał duże zainteresowanie na świecie na początku lat 30.
Na świecie powstało kilka konstrukcji samolotów, wzorujących się w rozwiązaniu górnego płata na płacie Puławskiego. Przede wszystkim był on stosowany w serii polskich myśliwców PZL P.7, PZL P.11 (podstawowym polskim myśliwcu kampanii wrześniowej) i eksportowym PZL P.24.
Polskie samoloty z płatem Puławskiego:
- PZL P.1, 1929 (rok oblotu)
- PZL P.6, 1930
- PZL P.7, 1930
- PZL P.8, 1931
- PZL P.11, 1931
- PZL P.24, 1933

Zagraniczne samoloty z płatem Puławskiego (niepełna lista):
- Dewoitine D.560(inne języki), 1934 (Francja, nie produkowany)
- Loire 46, 1934 (Francja)
- Aero A-102, 1934 (Czechosłowacja),
- Ikarus IK-2, 1936 (Jugosławia)
- Henschel Hs 121, 1934 (Niemcy, nie produkowany)
- Polikarpow I-153, 1938 (ZSRR)